# Хьогсбю
Хьогсбю (на шведски: Högsby) е малък град в лен Калмар, югоизточна Швеция. Главен административен център на едноименната община Хьогсбю. Разположен е около река Емон. Намира се на около 260 km на югозапад от столицата Стокхолм и на 60 km на северозапад от Калмар. Първите сведения за града датират от 13 век, когато тук е построена църква. Има жп гара. Населението на града е 1881 жители според данни от преброяването през 2010 г.